# Hartemita
Hartemita is een geslacht van insecten uit de orde vliesvleugeligen (Hymenoptera) en de familie schildwespen (Braconidae).

## Soorten
- H. basilaris Dangerfield & Austin, 1990
- H. bruneiensis Dangerfield & Austin, 1990
- H. buteae Ahmad & Shujauddin, 2004
- H. coffeana Long & van Achterberg, 2011
- H. chapini (Mao, 1945)
- H. chinensis Chen, He & Ma, 1998
- H. daklaka Long & van Achterberg, 2011
- H. excavata Chen, He & Ma, 1998
- H. flava Chen, He & Ma, 1998
- H. khuatbaolinhae Long & van Achterberg, 2011
- H. latipes Cameron, 1910
- H. maculata Long & van Achterberg, 2011
- H. muirii (Fullaway, 1919)
- H. nigrina Long & van Achterberg, 2011
- H. nigrotestacea Belokobylskij & Ku, 2000
- H. punctata Chen, He & Ma, 1998
- H. rhadinotarsa Dangerfield & Austin, 1990
- H. rudis (Mao, 1945)
- H. similis Long & van Achterberg, 2011
- H. singaporensis (Mao, 1945)
- H. spasskensis Belokobylskij, 2005
- H. tamdaona Long & van Achterberg, 2011
- H. townesi Dangerfield & Austin, 1990
- H. vietnamica Long & van Achterberg, 2011